# PGC 2810889
LEDA/PGC 2810889 ist eine Elliptische Galaxie vom Hubble-Typ E im Sternbild Herkules am Nordsternhimmel. Sie ist schätzungsweise 856 Millionen Lichtjahre von der Milchstraße entfernt und hat einen Durchmesser von etwa 175.000 Lichtjahren. Vom Sonnensystem aus entfernt sich das Objekt mit einer errechneten Radialgeschwindigkeit von näherungsweise 19.000 Kilometern pro Sekunde. Möglich ist eine gravitative Wechselwirkung mit PGC 1663367. 
Im selben Himmelsareal befinden sich unter anderem die Galaxien PGC 61979, PGC 1659758, PGC 2810894, PGC 2811196.